# 肿额寄蝇属
肿额寄蝇属（学名：Metoposisyrops）为寄蝇科的一个属。

## 下属物种
本属包括以下物种：
- Metoposisyrops oryzae Townsend, 1916
- 三化螟肿额寄蝇 Metoposisyrops scirpophagae Chao ct Shi, 1982